# Холандија на Светском првенству у атлетици на отвореном 2023.
Холандија је на 19. Светском првенству у атлетици на отвореном 2023. одржаном у Будимпешти од 19. до 27. августа учествовала деветнаести пут, односно, учествовала је на свим првенствима до данас. Репрезентацију Холандије представљало је 38 такмичара (17 мушкараца и 21 жена) који су се такмичили у 27 дисциплина (12 мушких, 14 женских и 1 мешовита).,
На овом првенству Холандија је по броју освојених медаља заузела 8. место са 5 медаља (2 златне, 1 сребрна и 2 бронзане).  У табели успешности према броју и пласману такмичара који су учествовали у финалним такмичењима (првих 8 такмичара) Холандија је са 9 учесника у финалу делила 8. место са 51 бодом.
| Плас. | Земља     | 1. место | 2. место | 3. место | 4. место | 5. место | 6. место | 7. место | 8. место | Бр. финал. | Бод. |
| ----- | --------- | -------- | -------- | -------- | -------- | -------- | -------- | -------- | -------- | ---------- | ---- |
| =9.   | Холандија | 2        | 1        | 2        | 1        | 1        | 2        | 0        | 1        | 9          | 51   |

## Учесници
| Мушкарци: - Рафаел Боују — 100 м, 4 × 100 м - Тајмир Бурнет — 200 м - Лимарвин Боневасија — 400 м, 4 × 400 м, 4х400 м (м+ж) - Нилс Ларос — 1.500 м - Мајк Фопен — 5.000 м - Abdi Nageeye — Маратон - Нсикак Екпо — 4 × 100 м - Тајмир Бурнет — 4 × 100 м - Хенсли Паулина — 4 × 100 м - Исаја Бурс — 4 × 400 м - Теренс Агард — 4 × 400 м, 4х400 м (м+ж) - Рамсеј Ангела — 4 × 400 м - Исаја Клајн Икинк — 4 × 400 м, 4х400 м (м+ж) - Доуве Амелс — Скок увис - Мено Влон — Скок мотком - Данзел Коменентиа — Бацање кладива - Рик Там — Десетобој | Жене: - N'Ketia Seedo — 100 м, 4 × 100 м - Tasa Jiya — 200 м, 4 × 100 м - Лике Клавер — 400 м, 4 × 100 м, 4 × 400 м, 4х400 м (м+ж) - Сифан Хасан — 1.500 м, 5.000 м, 10.000 м - Морин Костер — 5.000 м - Дајана ван Ес — 10.000 м - Надин Висер — 100 м препоне, 4 × 100 м - Мајке Тјин А-Лим — 100 м препоне - Фемке Бол — 400 м препоне, 4 × 400 м, 4х400 м (м+ж) - Cathelijn Peeters — 400 м препоне, 4 × 400 м - Марије ван Хуненстајн — 4 × 100 м - Јамиле Самуел — 4 × 100 м - Евелин Салберг — 4х400 м - Лисане де Вите — 4 × 400 м - Полин Хондема — Скок удаљ - Јесика Схинтер — Бацање кугле - Јоринде ван Клинкен — Бацање кугле, Бацање диска - Алида ван Дален — Бацање кугле - Аноук Ветер — Седмобој - Ема Остервегел — Седмобој - Sofie Dokter — Седмобој |

## Освајачи медаља (5)

### Злато (2)
- Фемке Бол — 400 м препоне
- Евелин Салберг, Лике Клавер 
 Cathelijn Peeters, Фемке Бол — штафета 4 × 400 м

### Сребро (1)
- Сифан Хасан — 5.000 м

### Бронза (2)
- Сифан Хасан — 1.500 м
- Анаук Ветер — Седмобој

## Резултати

### Мушкарци
| Атлетичар                                                                   | Дисциплина     | Лични рекорд | Квалификације      | Квалификације      | Полуфинале            | Полуфинале   | Финале                | Финале                | Детаљи |
| Атлетичар                                                                   | Дисциплина     | Лични рекорд | Резултат           | Место              | Резултат              | Место        | Резултат              | Место                 | Детаљи |
| --------------------------------------------------------------------------- | -------------- | ------------ | ------------------ | ------------------ | --------------------- | ------------ | --------------------- | --------------------- | ------ |
| Рафаел Боују                                                                | 100 м          | 10,02        | 10,09 КВ           | 1. у гр. 3         | 10,20(.194)           | 5. у гр. 3   | Нису се квалификовали | 20 / 71 (75)          |        |
| Тајмир Бурнет                                                               | 200 м          | 20,34        | 20,31 кв, ЛР       | 4. у гр. 1         | 20,65(.643)           | 6. у гр. 2   | Нису се квалификовали | 19 / 54 (57)          |        |
| Лимарвин Боневасија                                                         | 400 м          | 44,48 НР     | 44,78 КВ, ЛРС      | 3. у гр. 2         | 45,23                 | 6. у гр. 3   | Нису се квалификовали | 14 / 41 (45)          |        |
| Нилс Ларос                                                                  | 1.500 м        | 3:32,89      | 3:34,25 КВ         | 1. у гр. 3         | 3:32,74 КВ, НР, ЛР    | 3. у гр. 1   | 3:31,25 НР, ЛР        | 10 / 58               |        |
| Мајк Фопен                                                                  | 5.000 м        | 13:05,66     | 13:38,94           | 21. у гр. 1        |                       |              | Није се квалификовао  | 25 / 43 (44)          |        |
| Abdi Nageeye                                                                | Маратон        | 2:04:56      |                    |                    |                       |              | Није завршио трку     | Није завршио трку     |        |
| Нсикак Екпо Тајмир Бурнет Хенсли Паулина Рафаел Боују                       | 4 х 100 м      | 37,91 НР     | Нису завршили трку | Нису завршили трку |                       |              | Нису се квалификовали | Нису се квалификовали |        |
| Исаја Бурс Теренс Агард Рамсеј Ангела Исаја Клајн Икинк Лимарвин Боневасија | 4 х 400 м      | 2:57,18 НР   | 3:00,23 кв, НРС    | 4. у гр. 2         | 3:00,40               | 6 / 17       |                       |                       |        |
| Доуве Амелс                                                                 | Скок увис      | 2,31         | 2,22               | 10. у гр. А        | Нису се квалификовали | 20 / 35 (36) |                       |                       |        |
| Мено Влон                                                                   | Скок мотком    | 5,96         | 5,70               | 8. у гр. Б         | Нису се квалификовали | 16 / 29 (34) |                       |                       |        |
| Данзел Коменентиа                                                           | Бацање кладива | 78,01 НР     | 70,16              | 12. у гр. А        | Нису се квалификовали | 29 / 33 (35) |                       |                       |        |

#### Десетобој
| Дисциплина    | Рик Там   | Рик Там   | Рик Там | Рик Там | Рик Там | Рик Там      |
| Дисциплина    | Лич. рек. | Резултат  | Бод.    | Плас.   | Укупно  | Плас.        |
| ------------- | --------- | --------- | ------- | ------- | ------- | ------------ |
| 100 м         | 10,62     | 10,64 ЛРС | 942     | 9.      | 942     | 9.           |
| Скок удаљ     | 7,33      | 7,11      | 840     | 18.     | 1.782   | 16.          |
| Бацање кугле  | 14,84     | 14,89 ЛР  | 783     | 11.     | 2.565   | 14.          |
| Скок увис     | 2,09      | 1,84      | 661     | 21.     | 3.226   | 17.          |
| 400 м         | 47.18     | 47,12 ЛР  | 952     | 4.      | 4.178   | 14.          |
| 110 м препоне | 14,45     | 14,80     | 874     | 15.     | 5.052   | 14.          |
| Бацање диска  | 48,21     | 43,04     | 727     | 13.     | 5.779   | 15.          |
| Скок мотком   | 5,15      | 4,70      | 819     | 14.     | 6.598   | 13.          |
| Бацање копља  | 58,87     | 57,96     | 707     | 13.     | 7.305   | 14.          |
| 1.500 м       | 4:20,99   | 4:22,70   | 793     | 5.      | 8.098   | 13.          |
| Десетобој     | 8.326     |           |         |         | 8.098   | 13 / 15 (24) |

### Жене
| Атлетичарка                                                                         | Дисциплина    | Лични рекорд | Квалификације   | Квалификације | Полуфинале            | Полуфинале   | Финале                | Финале             | Детаљи |
| Атлетичарка                                                                         | Дисциплина    | Лични рекорд | Резултат        | Место         | Резултат              | Место        | Резултат              | Место              | Детаљи |
| ----------------------------------------------------------------------------------- | ------------- | ------------ | --------------- | ------------- | --------------------- | ------------ | --------------------- | ------------------ | ------ |
| N'Ketia Seedo                                                                       | 100 м         | 11,15        | 11,11 КВ, ЛР    | 3. у гр. 3    | 11,17                 | 5. у гр. 3   | Нису се квалификовале | 15 / 54 (56)       |        |
| Tasa Jiya                                                                           | 200 м         | 22,77        | 22,97 КВ        | 3. у гр. 5    | 22,67 ЛР              | 4. у гр. 1   | Нису се квалификовале | 22 / 44 (45)       |        |
| Лике Клавер                                                                         | 400 м         | 49,81        | 50,52 КВ        | 1. у гр. 2    | 49,87(.868) КВ        | 1. у гр. 2   | 50,33(.324)           | 6 / 43             |        |
| Сифан Хасан                                                                         | 1.500 м       | 3:51,95 НР   | 4:02,92 КВ      | 1. у гр. 1    | 3:55,48 КВ, ЛРС       | 3. у гр. 2   | 3:56,00               |                    |        |
| Сифан Хасан                                                                         | 5.000 м       | 14:13,42 НР  | 14:32,29 КВ     | 1. у гр. 2    |                       |              | 14:54,11              |                    |        |
| Морин Костер                                                                        | 5.000 м       | 14:47,52     | 15:05,13 КВ     | 8. у гр. 1    | 15:00,78              | 12 / 38 (40) |                       |                    |        |
| Сифан Хасан                                                                         | 10.000 м      | 29:06,82 НР  |                 |               |                       |              | 30:10,56 ЛРС          | 11 / 21 (22)       |        |
| Дајана ван Ес                                                                       | 10.000 м      | 31:02,24     | 32:05,85        | 13 / 21 (22)  |                       |              |                       |                    |        |
| Надин Висер                                                                         | 100 м препоне | 12,51 НР     | 12,68 КВ        | 2. у гр. 4    | 12,62(618) ЛРС        | 3. у гр. 2   | Нису се квалификовале | 12 / 43            |        |
| Мајке Тјин А-Лим                                                                    | 100 м препоне | 12,66        | 12,92(.917) кв  | 5. у гр. 5    | 13,05(.049)           | 7. у гр. 1   | Нису се квалификовале | 22 / 43            |        |
| Фемке Бол                                                                           | 400 м препоне | 51,45 НР     | 53,39 КВ        | 1. у гр. 4    | 52,95 КВ              | 1. у гр. 2   | 52,27 =ЛРС            |                    |        |
| Cathelijn Peeters                                                                   | 400 м препоне | 54,56        | 54,95 КВ        | 4. у гр. 3    | 54,63                 | 5. у гр. 3   | Није се квалификовала | 14 / 41            |        |
| N'Ketia Seedo Лике Клавер Надин Висер Tasa Jiya Марије ван Хуненстајн Јамиле Самуел | 4 х 100 м     | 42,04 НР     | 42,53 кв        | 4. у гр. 2    |                       |              | Нису завршиле трку    | Нису завршиле трку |        |
| Евелин Салберг Лике Клавер Cathelijn Peeters Фемке Бол Лисане де Вите               | 4 х 400 м     | 3:20,87 НР   | 3:23,75 КВ, НРС | 3. у гр. 1    | 3:20,72 СРС, НР       |              |                       |                    |        |
| Полин Хондема                                                                       | Скок удаљ     | 6,76         | 6,57            | 10. у гр. Б   | Није се квалификовала | 15 / 34 (36) |                       |                    |        |
| Јесика Схинтер                                                                      | Бацање кугле  | 20,24 НР     | 19,64 КВ, ЛРС   | 1. у гр А     | 19,26                 | 8 / 34 (35)  |                       |                    |        |
| Јоринде ван Клинкен                                                                 | Бацање кугле  | 19,57        | 18,66 кв        | 5. у гр Б     | 19,05                 | 9 / 34 (35)  |                       |                    |        |
| Алида ван Дален                                                                     | Бацање кугле  | 18,66        | 17,93           | 9. у гр А     | Није се квалификовала | 19 / 34 (35) |                       |                    |        |
| Јоринде ван Клинкен                                                                 | Бацање диска  | 70,22        | 63,20           | 3. у гр. Б    | 67,20 ЛРС             | 4 / 37       |                       |                    |        |

#### Седмобој
| Атлетичарка    | Дисциплина | 100 м пр. | Вис       | Кугла     | 200 м | Даљ  | Копље     | 800 м       | Укупно    | Пласман      | Белешка |
| -------------- | ---------- | --------- | --------- | --------- | ----- | ---- | --------- | ----------- | --------- | ------------ | ------- |
| Аноук Ветер    | Резултат   | 13,42     | 1,71 =ЛРС | 15,72 ЛРС | 24,28 | 6,19 | 59,57 РПс | 2:20,49 ЛРС | 6.501 ЛРС |              |         |
| Аноук Ветер    | Бодови     | 1.062     | 867       | 909       | 954   | 846  | 1.046     | 817         | 6.501 ЛРС |              |         |
| Ема Остервегел | Резултат   | 13,38 ЛРС | 1,71 ЛРС  | 14,16     | 24,58 | 6,19 | 54,88 ЛРС | 2:12,06 ЛРС | 6.464     | 5 / 18 (23)  |         |
| Ема Остервегел | Бодови     | 1.068     | 867       | 805       | 926   | 908  | 955       | 935         | 6.464     | 5 / 18 (23)  |         |
| Sofie Dokter   | Резултат   | 13,82     | 1,80      | 13,16     | 23,89 | 6,09 | 44,46 ЛР  | 2:17,98     | 6.192     | 11 / 18 (23) |         |
| Sofie Dokter   | Бодови     | 1.004     | 978       | 738       | 991   | 877  | 753       | 851         | 6.192     | 11 / 18 (23) |         |

### Мешовито
| Атлетичари                                                                                    | Дисциплина | Лични рекорд | Квалификације | Квалификације | Полуфинале | Полуфинале | Финале             | Финале             | Детаљи |
| Атлетичари                                                                                    | Дисциплина | Лични рекорд | Резултат      | Место         | Резултат   | Место      | Резултат           | Место              | Детаљи |
| --------------------------------------------------------------------------------------------- | ---------- | ------------ | ------------- | ------------- | ---------- | ---------- | ------------------ | ------------------ | ------ |
| Лимарвин Боневасија (м) Лике Клавер (ж) Isaya Klein Ikkink (м) Фемке Бол (ж) Теренс Агард (м) | 4 х 400 м  | 3:09,90 НР   | 3:12,12 НРС   | 1. у гр. 2    |            |            | Нису завршили трку | Нису завршили трку |        |